# Telitoxicum duckei
Telitoxicum duckei är en tvåhjärtbladig växtart som först beskrevs av Friedrich Ludwig Diels, och fick sitt nu gällande namn av Harold Norman Moldenke. Telitoxicum duckei ingår i släktet Telitoxicum och familjen Menispermaceae. Inga underarter finns listade i Catalogue of Life.